# Illustrationes Plantarum Orientalium
Illustrationes Plantarum Orientalium (abreviado Ill. Pl. Orient.) es un libro con ilustraciones y descripciones botánicas que fue escrito conjuntamente por los botánicos Hippolyte François Jaubert & Edouard Spach. Fue editado en París en 5 volúmenes en los años 1842-1857.

## Publicación
- Volumen n.º 1, 1842-1843;
- Volumen n.º 2, 1844-1846,
- Volumen n.º 3, 1847-1850;
- Volumen n.º 4, 1850-1853;
- Volumen n.º 5, 1853-1857